# Vieux-château de l'Île d'Yeu
Het Vieux-Château de l'Île d'Yeu (oud kasteel van het eiland Yeu) is een kasteel op het Franse eiland Île d'Yeu, gemeente L'Île-d'Yeu. Het kasteel is een beschermd historisch monument sinds 1900.

## Geschiedenis
Al in de negende eeuw was het eiland het doelwit van verschillende aanvallen van de Vikingen en zij koloniseerden uiteindelijk het eiland. Aan het einde van de tiende eeuw vestigden zich monniken van de Orde van Cluny op het eiland. Zij bouwden op het eiland een eerste versterkt toevluchtsoord voor het geval ze aangevallen zouden worden; zij bouwden dit op de plek waar tegenwoordig het kasteel staat. Aan het einde van de dertiende eeuw trad het verval in van het houten kasteel op het eiland, maar de Heren van Belleville - die de heren waren van het eiland - vonden het te duur er iets aan te doen.
In 1320 erfde Jeanne de Belleville het eiland en zij gaf opdracht tot de sloop van de oude gebouwen en de constructie van een nieuw kasteel. Acht jaar later huwde zij met Olivier IV de Clisson en tijdens hun leven werd het eerste stenen kasteel op het eiland opgetrokken. Door de onderlinge vete tussen Jeanne de Belleville en het Franse koningshuis viel het kasteel in de handen van het Franse leger, maar Frankrijk kon niet voorkomen dat het kasteel in 1355 werd veroverd door Eduard van Woodstock. In 1392 eiste Olivier V de Clisson het eiland op en liet hij de schade herstellen. Hij verbeterde het kasteel conform de nieuwste militaire inzichten.
Tijdens de renaissance werd het kasteel verbeterd volgens de eisen van die tijd door Jean V de Rieux. In de zeventiende eeuw werd het kasteel gedeeltelijk afgebroken voor de bouw van de nieuwe kustforten die ontworpen waren door Vauban.